# 北歐里蘭迪亞

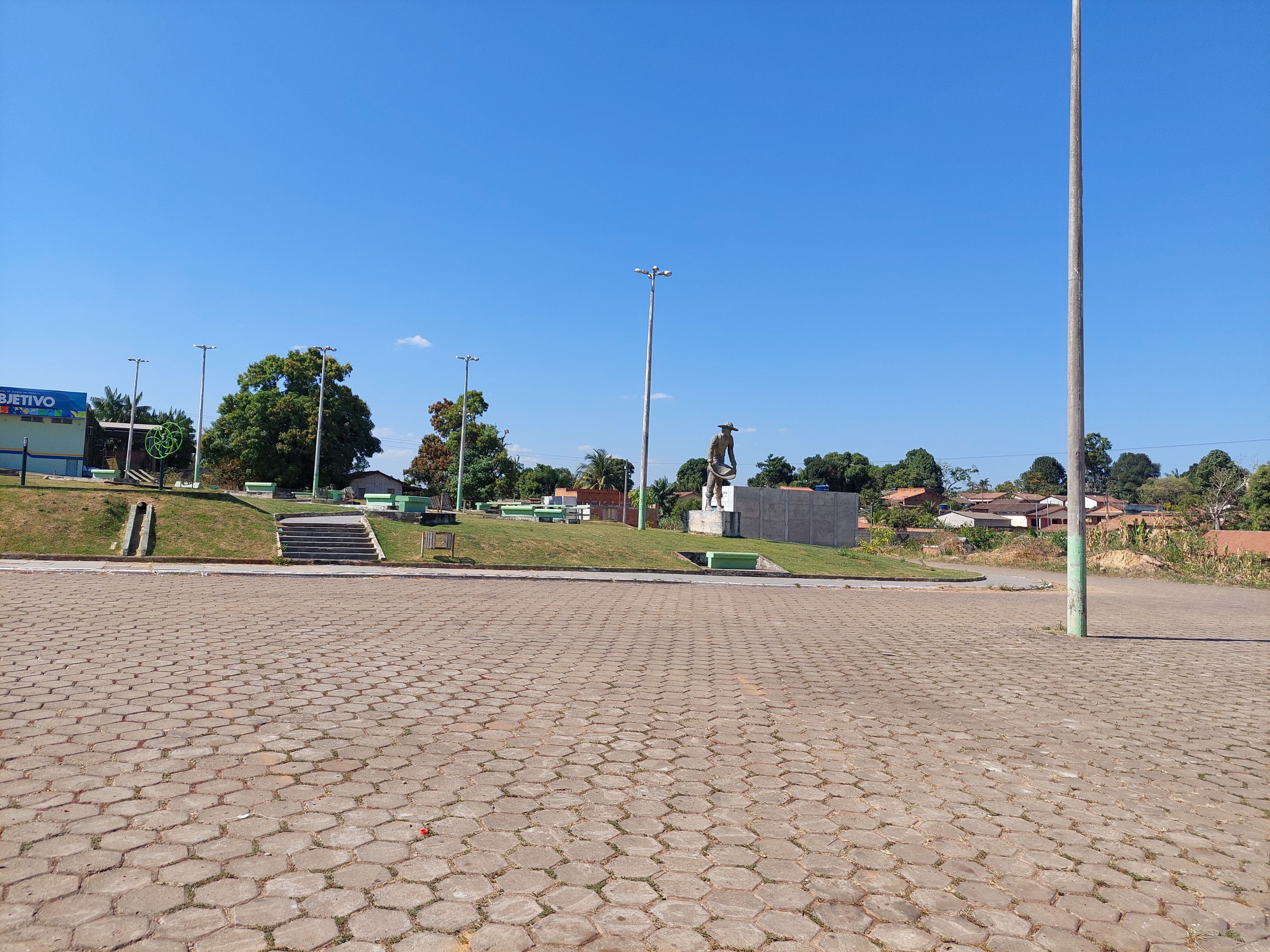
北歐里蘭迪亞

6°45′18″S 51°5′2″W / 6.75500°S 51.08389°W
北歐里蘭迪亞（葡萄牙語：Ourilândia do Norte），是巴西的城鎮，位於該國北部，由帕拉州負責管轄，始建於1988年5月10日，面積13,826平方公里，海拔高度280米，2012年人口28,551，人口密度每平方公里2.07人。